# Keith Biles
Keith Robert Biles es un banquero de las Islas Malvinas nacido en Gran Bretaña y político que ha servido como el presidente de la Asamblea Legislativa de las Islas Malvinas desde su elección en 2009.
Biles nació en el Reino Unido, pero se trasladó a las Islas Malvinas en 1995 como director general de una sucursal del Standard Chartered Bank. Él se retiró de este cargo en 2002. Está casado con la Reverenda Kathy Biles, una clériga anglicana (diácona ordenada en 2004; Sacerdote en 2006), que es asistente en el Catedral de la Iglesia de Cristo en Puerto Argentino/Stanley.
En junio de 2012 lanzó Heroes Welcome en las Malvinas. Heroes Welcome es un esquema de sociedad personal comunitario de recursos abiertos, diseñado para fomentar una muestra de apoyo a los miembros de las fuerzas armadas británicas.